# Terra d'odis
Terra d'odis (títol original: Dangerous Ground) és una pel·lícula estatunidenco-sud-africana dirigida per Darrell Roodt l'any 1997. Ha estat doblada al català.

## Argument
El 1984, amb catorze anys Vusi Maslazi és el cap d'una protesta contra l'apartheid a Johannesburg (Sud-àfrica), però detingut per la policia i forçat sota amenaces a abandonar el país, es troba a San Francisco, Califòrnia.
Tretze anys més tard, el 1997, amb 27 anys, Vusi, (Ice Cube), torna a Sud-àfrica al seu poble tribal per la mort del seu pare; s'enfronta a la nova realitat: els robatoris i el tràfic de drogues són els nous reptes de la societat. Després de l'època on l'apartheid semblava delimitar els bons i els dolents, la nova dada és que els pistolers són també negres. Enfrontat a l'assassinat del seu germà addicte a la droga pel cap de la banda que la distribueix, Vusi coneix també l'amiga blanca del seu germà, amb la qual torna a aprendre el valor de les coses simples i de les tradicions de la seva ètnia.

## Repartiment
- Ice Cube: Vusi Madlazi
- Sechaba Morojele: Ernest Madlazi
- Peter Khubeke: Igqira
- Roslyn Morapedi: mare de Vusi
- Elizabeth Hurley: Karen
- Greg Latter: Sam
- Eric Miyeni: Stephen Madlazi
- Ving Rhames: Muki
- Darrell Roodt: director